# 岩手観光バス
株式会社岩手観光バス（いわてかんこうバス）は、かつて岩手県盛岡市に拠点を置いていた貸切バス専業のバス事業者。

## 概説
1968年、岩手中央バスの経営再建のため、業績のよい貸切バス部門を独立させるかたちで設立されたのが始まりで、東北地方では初の貸切専業バス事業者ともなった。設立時は有限会社であったが、1969年2月には増資の上株式会社に組織変更された。1970年には岩手中央バスとともに国際興業の傘下に入った。岩手中央バスはその後の合併を前提に、負債をなくすために設立した岩手興業との間で事業移管を行い、国際興業グループからは外れているが、岩手観光バスはそのまま国際興業グループに残った。

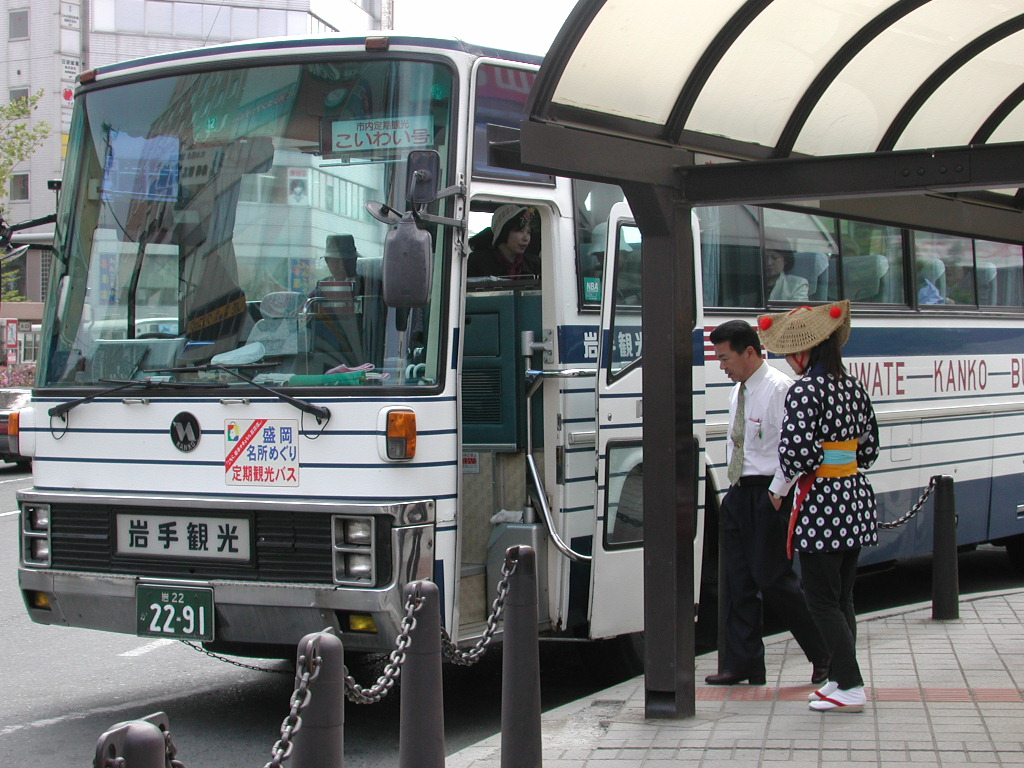

1975年には日本国有鉄道（国鉄）盛岡鉄道管理局・盛岡駅長や盛岡市関係者より要請を受け、定期観光バスの運行を開始した。盛岡市を拠点とする定期観光バスの運行は、岩手中央バスによる運行が労働争議などの事情で1971年に廃止されて以来、4年ぶりのことであった。当初は岩手観光バスの会員制主催旅行という形態で、日曜日・祝日のみの運行であった。その後1982年に東北新幹線が開通するのに合わせて、コース設定を3種類に増強した。1984年には乗合路線免許を取得し、正式な定期観光バスとなった。1985年からは定期観光バスのガイドは盛岡地区の民族衣装である「南部あねっこ」姿で乗務するようになり、これは岩手県交通に合併後も継続されている。
もともと岩手県交通では盛岡地区の貸切バスの台数が少ないため、盛岡地区での国際興業グループ観光バスの要としての役割を担ってきたが、国際興業グループ内において効率的な貸切バス運営を行なう目的で、2000年に岩手県交通に吸収合併されることになった。定期観光バスの運行も岩手県交通に引き継がれている。
合併直後は旧岩手観光バスの営業所（滝沢村滝沢字牧野林）を岩手県交通新滝沢営業所と称して既存の滝沢営業所（当時は滝沢村鵜飼に所在）と区別していたが、のちに盛岡地区の貸切車両を矢巾営業所に集約し、空いた新滝沢営業所の敷地に滝沢営業所が移転している。そのため現在の滝沢営業所には、滝沢村より受託する契約貸切用の車両を除き貸切車は所属していない。

## 車両
発足当初は三菱・日野製の車両が多く、会社設立に際して15台投入した新車も三菱MAR470セミデッカーであったが、1970年に国際興業の傘下に入った後はいすゞ車の比率が次第に高まり、1994年の時点では全ていすゞ車に統一されていた。1980年に国際興業貸切色に統一されている。
新車導入のみならず、他社からの譲受車もあり、車両の入れ替わりは多く、小型車の中にはレンタカー会社から購入した車両もあった。